# Recovery Toolbox
Pour les articles homonymes, voir Recovery (homonymie).
Recovery Toolbox est une famille d'utilitaires et de services en ligne permettant de récupérer des fichiers endommagés, des formats de stockage de données et des mots de passe pour divers programmes.

## Utilitaires gratuits
Recovery Toolbox File Undelete Free
Programme gratuit pour récupérer des fichiers supprimés dans le système d'exploitation Windows, prend en charge le système de fichiers NTFS. Cependant, il ne prend pas en charge la récupération de données stockées sur des disques hautes performances (SSD),,.
Recovery Toolbox for CD Free
Un utilitaire gratuit pour récupérer des données à partir d'un disque endommagé à la fois en raison d'influences physiques (rayures, exposition à des liquides, etc.) et à la suite d'erreurs logicielles,,,,.

## Utilitaires partagiciels
Recovery Toolbox for SQL Server
Utilitaire de partage pour récupérer les fichiers endommagés de base de données MS SQL Server. Récupère les éléments sans les données MS SQL tels que les types de données, les données tabulaires, les vues, les procédures stockées, les UDF, les déclencheurs, les index, les clés primaires et étrangères, les contraintes, etc.
Recovery Toolbox for Flash
Utilitaire partagiciel de partage pour récupérer des fichiers supprimés à partir de divers lecteurs (SD, CF, MMC et autres cartes mémoire, cartes multimédias, IBM MicroDrives, lecteurs Flash et USB, appareils photo numériques, disquettes) avec des systèmes de fichiers FAT,,,,,.
Recovery Toolbox for RAR
Programme partagiciel de partage pour récupérer les données des archives RAR endommagées. Tous les formats et taux de compression existants de RAR sont pris en charge, la récupération de données à partir d'archives avec un mot de passe et les archives stockées sur des supports endommagés,,.
Recovery Toolbox for Excel
Utilitaire partagiciel pour récupérer les fichiers Microsoft Excel endommagés - la plupart des données tabulaires, des styles, des polices, des feuilles, des formules, des fonctions, des couleurs de cellule et de bordure, etc.,,
Recovery Toolbox for Outlook
Utilitaire partagiciel pour corriger les erreurs qui se produisent lorsque vous travaillez avec Microsoft Outlook et pour récupérer des données, telles que: lettres, contacts, rappels, rendez-vous, tâches, notes, calendrier, journal et autres données à partir de fichiers PST et OST endommagés,,.
L'outil peut vous aider à réparer les fichiers PST, OST corrompus et à récupérer les e-mails, contacts, notes, éléments de calendrier, tâches et autres types de données Outlook perdus. Il peut également vous aider à récupérer des données à partir de fichiers PST et OST illisibles ou corrompus. L'outil offre également plusieurs fonctionnalités avancées telles que : le fractionnement de fichiers, la récupération de mot de passe et la prévisualisation des données.

## Services Web
En plus de fonctionner comme des utilitaires installés spécialisés, Recovery Toolbox prend en charge la récupération de données en mode services Web, tels que:
- formats de fichier des produits Adobe: documents électroniques et présentations Adobe Acrobat/PDF Reader[22],[23] et fichiers graphiques au format Al (Adobe Illustrator)[24] et PSD (Adobe Photoshop),
- formats de fichiers pour les produits Microsoft Office: feuilles de calcul Excel, documents électroniques Word (y compris RTF)[25], présentations (PowerPoint) et fichiers de projet (Project), e-mail PST et OST (Outlook), DBX (Outlook Express)[26],
- formats de fichiers graphiques: DWG (AutoCAD)[27] et CDR (CorelDraw)[28],
- formats de base de données: ACCDB et MDB (Access)[29], DBF (FoxPro/Clipper/dBase et autres).

## À propos du développeur
Recovery Toolbox, Inc. - une société informatique qui développe des logiciels de récupération de fichiers endommagés depuis 2003. À ce jour, des solutions ont été développées pour récupérer plus de 30 types différents de fichiers endommagés créés à l'aide des programmes des suites bureautiques populaires Adobe Creative Suite et Microsoft Office, et des données stockées sur divers supports (disques durs, supports amovibles, CD/DVD).